# ヤマハ・MWT-9

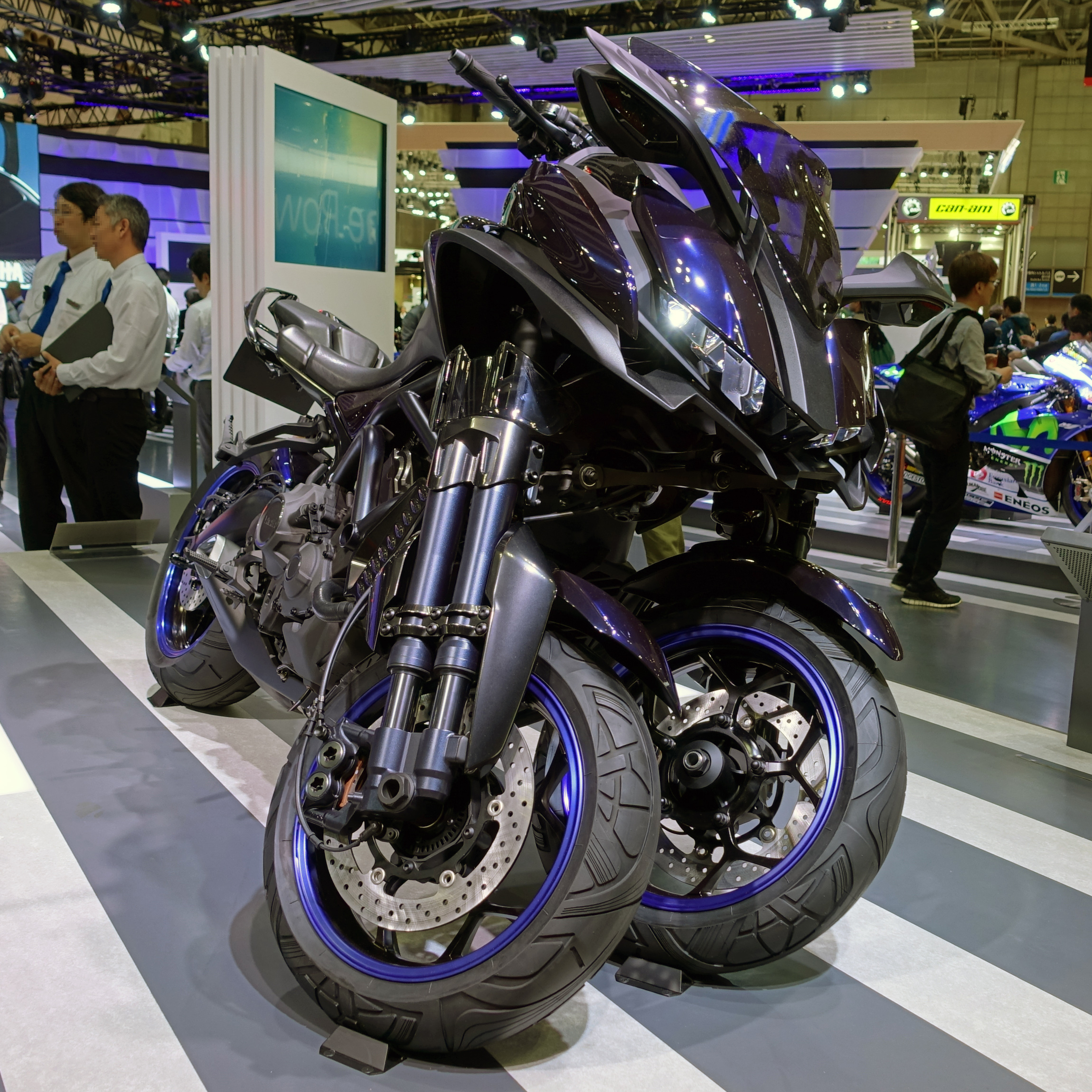
ヤマハ・MWT-9

MWT-9（エムダブリューティーナイン）は、ヤマハ発動機が2015年の東京モーターショーに参考出品した三輪のコンセプトカーである。

## 概要
MWT-9はヤマハ・トリシティの成功を受けたことをきっかけに、史上初めてとなるマニュアルトランスミッションのスポーツバイクの車体に前二輪の構造を備えたオートバイである。ヤマハはトライクではなくLMW（リーニング・マルチ・ホイール）と呼称している。スポーツ走行を前提として様々な路面やタイトコーナーが続くワインディングコーナーを自由に駆け巡るための路面への追従性を高め、コーナリングにおけるフロントタイヤの接地やコーナリングにおけるブレーキングからのタイトインターンを実現する「Cornering Master」を再定義するために考案された。
2017年の東京モーターショーにおいてはヤマハ・ナイケンの名で出品している。